# 穆爾菲爾德 (阿肯色州)
穆爾菲爾德（英語：Moorefield）是一個位於美國阿肯色州獨立縣的市鎮。

## 地理
穆爾菲爾德的座標為35°46′06″N 91°34′13″W / 35.76833°N 91.57028°W，而該地的平均海拔高度為95米（即312英尺）。

## 人口
根據2020年美國人口普查的數據，穆爾菲爾德的面積為2.93平方千米，皆為陸地。當地共有人口126人，而人口密度為每平方千米43人。